# 金塔纳德尔蓬特
金塔纳德尔蓬特，是西班牙卡斯蒂利亚-莱昂帕伦西亚省的一个市镇。 总面积12平方公里，总人口258人（2001年），人口密度22人/平方公里。